# S.C. Braga (beach soccer)
Il S.C. Braga è un club professionistico di beach soccer con sede a Braga, in Portogallo.

## Storia
Fondato nel 2013, lo Sporting Braga ha vinto 10 campionati portoghesi, 4 Coppe del Portogallo e 3 Supercoppe portoghesi. A livello internazionale ha vinto per quattro volte la Euro Winners Cup (record) e per due il Mundialito de Clubes.

## Rosa
Aggiornata al 19 maggio 2017
| N. |                       | Ruolo | Calciatore                              |
| -- | --------------------- | ----- | --------------------------------------- |
|    | Portogallo (bandiera) | P     | Nuno Alexandre Hidalgo da Costa Pereira |
|    | Brasile (bandiera)    | P     | Mão (Jenílson Brito Rodrigues)          |
|    | Portogallo (bandiera) | D     | Bruno Matias Novo                       |
|    | Brasile (bandiera)    | D     | Diogo Catarino da Silva                 |
|    | Portogallo (bandiera) | C     | Bruno Miguel Magalhães da Silva Torres  |
|    | Portogallo (bandiera) | C     | Jordan Alexandre Grilo Santos           |

| N. |                       | Ruolo | Calciatore                                     |
| -- | --------------------- | ----- | ---------------------------------------------- |
|    | Brasile (bandiera)    | C     | Mauricinho (Maurício Pereira Braz de Oliveira) |
|    | Brasile (bandiera)    | C     | Bruno da Silva Xavier                          |
|    | Portogallo (bandiera) | A     | Leonardo Barral Martins Santos                 |
|    | Portogallo (bandiera) | A     | Bê Bernardo Barral Martins Santos              |
|    | Portogallo (bandiera) | A     | José Maria Figueira Veiga da Fonseca           |
|    | Brasile (bandiera)    | A     | Bokinha (Rafael Antonio Jesus Pinto)           |